# ان‌جی‌سی ۱۱۹
ان‌جی‌سی ۱۱۹ (به انگلیسی: NGC 119) یک کهکشان عدسی با قدر ظاهری ۱۳ است که در صورت فلکی سیمرغ قرار دارد.